# Tadair
Tadair fue una aerolínea con base en Barcelona, España. Se estableció en 1990 y operaba aeronaves de aviación general en su escuela de pilotos de Sabadell dando también servicios chárter nacionales. Después de varios accidentes y problemas administrativos, la compañía escuela se declaró en suspensión de pagos y cerró sus puertas, en el año 2003, dejando una gran cantidad de alumnos pilotos con sus cursos a medias.

## Códigos
- Código OACI: TDC
- Callsign: Tadair

## Flota
La flota de Tadair consistía en 1 Fairchild Metro II en el momento del cierre (2003).
- Datos: Q9081443
- Multimedia: Tadair / Q9081443